# Geosesarma serenei
Geosesarma serenei is een krabbensoort uit de familie van de Sesarmidae. De wetenschappelijke naam van de soort is voor het eerst geldig gepubliceerd in 1986 door Ng.